# Сластніцино
Сластніцино (рос. Сластницыно) — присілок у Лодєйнопольському районі Ленінградської області Російської Федерації.
Населення становить 15 осіб. Належить до муніципального утворення Доможировське сільське поселення.

## Історія
Згідно із законом від 20 вересня 2004 року № 63-оз належить до муніципального утворення Доможировське сільське поселення.

## Населення
| 1879 | 1905 | 1997 | 2007 | 2010 | 2014 |
| ---- | ---- | ---- | ---- | ---- | ---- |
| 111  | ↗124 | ↘20  | ↗21  | ↘14  | ↗15  |